# قائمة مسلسلات رمضان 2021
هذه قائمة المسلسلات التي عُرضت في رمضان 1442 هـ الموافق 2021 م.

## مسلسلات مصرية
| اسم السلسل       | المخرج                    | الابطال                                |
| ---------------- | ------------------------- | -------------------------------------- |
| الاختيار ج2      | بيتر ميمي                 | كريم عبد العزيز، احمد مكي              |
| نسل الاغراب      | محمد سامي                 | احمد السقا، أمير كرارة                 |
| هجمة مرتدة       | أحمد علاء الديب           | أحمد عز، هند صبري                      |
| موسي             | محمد سلامة                | محمد رمضان، سمية الخشاب                |
| حرب أهلية        | سامح عبد العزيز           | باسل خياط، جميلة عوض                   |
| نجيب زاهي زركش   | شادي الفخراني             | يحيى الفخراني، أنوشكا، نهى عابدين      |
| القاهره كابول    | حسام علي                  | طارق لطفي، فتحي عبد الوهاب             |
| ضد الكسر         | أحمد خالد                 | نيللي كريم، محمد فراج                  |
| ستات بيت المعادي | محمد سلامة، هادي الباجوري | كندة علوش، إنجي المقدم، تارا عماد      |
| النمر            | شيرين عادل                | محمد إمام، هنا الزاهد، محمد رياض       |
| بين السما والأرض | محمد جمال العدل           | هاني سلامة، درة، سوسن بدر              |
| أحسن أب          | معتز التوني               | علي ربيع، سامي مغاوري، هالة فاخر       |
| ظل راجل          | أحمد صالح                 | ياسر جلال، محمود عبد المغني            |
| لحم غزال         | محمد أسامة                | غادة عبد الرازق، شريف سلامة            |
| كوفيد-25         | أحمد نادر جلال            | يوسف الشريف، أيتن عامر                 |
| قصر النيل        | خالد مرعي                 | دينا الشربيني، ريهام عبد الغفور        |
| وكل ما نفترق     | كريم العدل                | ريهام حجاج، عمرو عبد الجليل            |
| اللي مالوش كبير  | مصطفى فكري                | ياسمين عبد العزيز، أحمد العوضي         |
| فارس بلا جواز    | معتز حسام                 | مصطفى قمر، طارق عبد العزيز             |
| ملوك الجدعنة     | أحمد خالد موسى            | مصطفى شعبان، عمرو سعد، دلال عبد العزيز |
| بنت السلطان      | أحمد شفيق                 | روجينا، باسم سمرة                      |
| خلي بالك من زيزي | كريم الشناوي              | أمينة خليل، محمد ممدوح                 |
| كله بالحب        | عصام عبد الحميد           | صابرين، زينة، أحمد السعدني             |
| المداح           | أحمد سمير فرج             | حمادة هلال، أحمد بدير                  |
| ولاد ناس         | هاني كمال                 | إيهاب فهمي، بيومي فؤاد                 |
| آدم عليه السلام  | محمد حسين تنوكي           | محمود الحديني، أحمد سلامة              |
| يونس والحوت      | دعاء صلاح                 | أشرف عبد الغفور، عفاف شعيب             |
| الطاووس          | رؤوف عبد العزيز           | جمال سليمان، سميحة أيوب                |

## مسلسلات شامية
| اسم السلسل                | المخرج                      | الابطال                                            | بلد الإنتاج |
| ------------------------- | --------------------------- | -------------------------------------------------- | ----------- |
| 2020                      | فيليب أسمر                  | نادين نسيب نجيم، قصي خولي                          | لبنان       |
| للموت                     | فيليب أسمر                  | ماغي بو غصن، دانييلا رحمة                          | لبنان       |
| راحوا                     | نديم مهنا                   | بديع أبو شقرا، جوي سلامة                           | لبنان       |
| زوج تحت الإقامة الإجبارية | نبيل لبس                    | نادين الراسي، زياد برجي                            | لبنان       |
| خيبة أمل                  | إيلي برباري                 | أحمد كرارة، طلال مارديني                           | لبنان       |
| بناية هب الريح            | محمود دوايمة                | عباس النوري، هيا الشعيبي                           | لبنان       |
| لعبة الإنتقام             | حسام حجاوي                  | عبير عيسى، وسام البريحي                            | الأردن      |
| ياسمين وصبري              | رأفت الطباخي                | عمر زروبا، نادية الزعبي                            | الأردن      |
| صقار                      | شعلان الدباس                | رشيد عساف، قمر خلف                                 | الأردن      |
| جلمود الصحارى             | رولا حجه                    | منذر رياحنة، محمد العبادي                          | الأردن      |
| بلاقي عندك شغل؟           | علاء ربايعة                 | محمد الجيزاوي، عبير عيسى                           | الأردن      |
| نوباني شو 3               | عمر رمال                    | يزن النوباني، محمد السردي                          | الأردن      |
| طبابة                     | أحمد سمارة                  | أحمد سرور، أحمد أبو كوش                            | الأردن      |
| الحنين إلى الرمال         | بسام سعد                    | رشيد ملحس، عاكف نجم                                | الأردن      |
| على صفيح ساخن             | سيف الدين السبيعي           | باسم ياخور، سلوم حداد                              | سوريا       |
| خريف العشاق               | جود سعيد                    | محمد الأحمد، صفاء سلطان                            | سوريا       |
| ضيوف على الحب             | فهد ميري                    | شكران مرتجى، فادي صبيح                             | سوريا       |
| حارة القبة                | رشا شربتجي                  | عباس النوري، سلافة معمار                           | سوريا       |
| باب الحارة 11             | محمد زهير رجب               | رضوان عقيلي، نجاح سفكوني                           | سوريا       |
| سلسلة أسرار               | سامي جنادي، عبد العزيز حشاد | أيمن زيدان، حسام تحسين بيك، جمال سليمان، وفاء عامر | سوريا       |
| سوق الحرير ج2             | المثنى صبح                  | بسام كوسا، سلوم حداد                               | سوريا       |
| 350 جرام                  | محمد لطفي                   | عابد فهد، سلوم حداد                                | سوريا       |
| بعد عدة سنوات             | عبد الغني بلاط              | ديمة قندلفت، سعد مينه                              | سوريا       |
| الكندوش                   | سمير حسين                   | أيمن زيدان، حسام تحسين بيك                         | سوريا       |
| سنة ثانية زواج            | يمان إبراهيم                | يزن السيد، دانا جبر                                | سوريا       |

## مسلسلات خليجية
| اسم السلسل         | المخرج                                       | الابطال                                                   | بلد الإنتاج              |
| ------------------ | -------------------------------------------- | --------------------------------------------------------- | ------------------------ |
| العيلة 2           | عدي عابد                                     | إبراهيم الحجاج، دارين البايض                              | السعودية                 |
| اختراق ج2          | أحمد حسن                                     | طلال السدر، محمد العيسى                                   | السعودية                 |
| عيادة سكنية        | مهند محمد                                    | تركي المحسن، نواف الظفيري                                 | السعودية                 |
| 60 يوم             | سيف يوسف                                     | تركي اليوسف، شعيفان محمد                                  | السعودية                 |
| ستوديو 21          | محمد دحام الشمري                             | عبد العزيز النصار، خالد المظفر                            | السعودية                 |
| ممنوع التجول       | أوس الشرقي                                   | ناصر القصبي، حبيب الحبيب                                  | السعودية                 |
| إسعاف              | مارك كرم                                     | شجاع نشاط، حسين اليحيى                                    | السعودية                 |
| باركود             | عبدالرحيم الشربجي                            | أسعد الزهراني، محمد القس                                  | السعودية                 |
| الديك الأزرق       | هاني كمال                                    | عبد الله السدحان، بيومي فؤاد                              | السعودية                 |
| مالي شغل بالسوق    | زياد الزهراني                                | شبيب الخليفة، إيلاف محمد                                  | السعودية                 |
| أوريم: فندق بلكونة | عبد الله بامجبور، ماجد العيسى، عبد الله ماجد | زياد العمري، إسماعيل الحسن، نواف الشبيلي، خالد عبد العزيز | السعودية                 |
| ربع نجمة           | محمد حشكي                                    | طارق الحربي، دريعان الدريعان                              | السعودية                 |
| بيت الذل           | أحمد الفردان                                 | عبد الرحمن العقل، فاطمة الطباخ                            | الكويت                   |
| الوصية الغائبة     | حسين أبل                                     | جاسم النبهان، عبد الرحمن العقل                            | الكويت                   |
| الناجية الوحيدة    | هيا عبد السلام                               | هدى حسين، جمال الردهان                                    | الكويت                   |
| مارغريت            | باسل الخطيب                                  | حياة الفهد، حسن البلام                                    | الكويت                   |
| نبض مؤقت           | سعود بوعبيد                                  | هيا عبد السلام، هنادي الكندري                             | الكويت                   |
| وأنا أحبك بعد      | خالد جمال                                    | فهد العبد المحسن، بثينة الرئيسي                           | الكويت                   |
| بو طار             | ثامر العسلاوي                                | داوود حسين، إبراهيم الحربي                                | الكويت                   |
| سما عالية          | محمد دحام الشمري                             | جاسم النبهان، زهرة الخرجي                                 | الكويت                   |
| شليوي ناش          | عيسى ذياب                                    | عبد الله السدحان، يعقوب عبد الله                          | الكويت                   |
| أمينة حاف          | سائد بشير الهواري                            | إلهام الفضالة، طيف، فهد باسم                              | الكويت                   |
| غريب               | نعمان حسين                                   | طارق العلي، أحمد الفرج                                    | الكويت                   |
| الناموس            | جاسم المهنا                                  | جاسم النبهان، محمد المنصور                                | الكويت                   |
| الروح والرية       | منير الزعبي                                  | عبد الله التركماني، هبة الدري                             | الكويت                   |
| مطر صيف            | مناف عبدال                                   | سعد الفرج، عبد الرحمن العقل                               | الكويت                   |
| ياما كان وكان      | عبد الله العراك                              | عبد الناصر درويش، أحمد العونان                            | الكويت                   |
| يجيب الله مطر      | سائد بشير الهواري                            | زهرة عرفات، أحمد السلمان                                  | الكويت                   |
| عيال المباركية     | سلطان خسروه                                  | فيصل العميري، حسن إبراهيم                                 | الكويت                   |
| شعبية الكرتون 15   | حيدر محمد                                    | محمد بن فاضل، إبراهيم بن فاضل                             | الإمارات العربية المتحدة |
| حامض حلو           | سيف شيخ نجيب                                 | عبد الله زيد، جمعة علي                                    | الإمارات العربية المتحدة |
| حين رأت            | حسين دشتي                                    | خالد أمين، ليلى عبد الله                                  | الإمارات العربية المتحدة |
| علاء الدين         | بطال سليمان                                  | عبد الناصر درويش، علي التميمي                             | الإمارات العربية المتحدة |
| عود حي             | سامي العلمي                                  | جاسم النبهان، شيلاء سبت                                   | الإمارات العربية المتحدة |
| إللي نحبهم         | باسم شعبو                                    | أحمد الجسمي، جمعة علي                                     | الإمارات العربية المتحدة |
| بنات مسعود         | عمر إبراهيم                                  | خالد المظفر، خليل الرميثي                                 | الإمارات العربية المتحدة |
| فلاشات 2021        | جان يمين                                     | سعد بخيت، بوهلال                                          | قطر                      |

## مسلسلات مغاربية
| اسم السلسل          | المخرج              | الابطال                               | بلد الإنتاج |
| ------------------- | ------------------- | ------------------------------------- | ----------- |
| شاهد قبل الحذف      | أحمد أكساس          | عمر لطفي، كوثر تيسية                  | المغرب      |
| دار السلعة          | محمد أمين مونة      | زينب عبيد، عبد السلام البوحسيني       | المغرب      |
| حديدان وبنت الحراز  | محمد نصرات          | كمال كاظمي، هاجر كريكع                | المغرب      |
| ولاد المرسى         | مراد الخودي         | عزيز داداس، أمين الناجي               | المغرب      |
| باب البحر           | شوقي العوفير        | سامية أقريو، نورا الصقلي              | المغرب      |
| بنات العساس         | إدريس الروخ         | منى فتو، دنيا بوطازوت                 | المغرب      |
| دار الهنا           | إدريس الروخ         | محمد الجم، نزهة الركراكي              | المغرب      |
| كلنا مغاربة         | صفاء بركة           | عبد الله فركوس، محمد الخياري          | المغرب      |
| سالف عذرا           | جميلة البرجي بنعيسى | هدى صدقي، ربيع القاطي                 | المغرب      |
| قيسارية أوفلا       | رشيد الوالي         | رشيد الوالي، حمزة الفيلالي            | المغرب      |
| قهوة نص نص          | هشام الجباري        | محمد باسو، ساندية تاج الدين           | المغرب      |
| الفد تي في          | عبد الحق الشعبي     | حسن الفد، مونية لمكيمل                | المغرب      |
| المغاربة في الفضاء  | حليم بيض            | عبد الإله عاجل، عبد الصمد مفتاح الخير | المغرب      |
| أحلام سيتي          | مراد الخودي         | محمد خيي، فاطمة الزهراء بناصر         | المغرب      |
| دايزو القوام        | إلهام العلمي        | عدنان موحجة، منال بنشليخة             | المغرب      |
| الماضي لا يموت ج2   | هشام الجباري        | رشيد الوالي، فاطمة خير                | المغرب      |
| سلمات أبو البنات ج2 | هشام الجباري        | محمد خيي، السعدية لديب                | المغرب      |
| لكولوك              | أمير الرواني        | هيثم مفتاح، أسامة رمزي                | المغرب      |
| حرقة                | الأسعد الوسلاتي     | عائشة بن أحمد، وجيهة الجندوبي         | تونس        |
| الجاسوس             | ربيع التكّالي        | لطفي العبدلي، دارين الحداد            | تونس        |
| التركة              | غازي العامري        | نادرة لملوم، عزيزة بولبيار            | تونس        |
| لا طاح لا دزّوه      | قيس العلوي          | حاتم بالأكحل، سهام مصدق               | تونس        |
| أولاد الغول         | مراد بن الشيخ       | فتحي الهداوي، وحيدة الدريدي           | تونس        |
| مشاعر 2             | محمد جوك            | حسان كشاش، سارة لعلامة، أحمد الأندلسي | تونس        |
| الجنرال يحيى الجي   | بلحسن زايد          | هالة جراية، يسرى الطرابلسي            | تونس        |
| ابن خلدون           | سامي فعور           | كريم الغربي، جعفر القاسمي             | تونس        |
| كان يا مكانش        | عبد الحميد بوشناق   | عزيز الجبالي، جهاد الشارني            | تونس        |
| الفوندو             | سوسن الجمني         | كمال التواتي، نضال السعدي             | تونس        |
| المليونير           | محمد جوك            | حسان كشاش، سارة لعلامة                | تونس        |
| 16-16               | حمدي الجويني        | قيس فيبا، محمد علي التونسي            | تونس        |
| عيشة فل             | عبد العزيز الحفظاوي | سيرين بالهادي، سفيان الداهش           | تونس        |
| يما ج2              | مديح بلعيد          | محمد رغيس، سيد أحمد أقومي             | الجزائر     |
| النفق               | بشير سلامي          | أسماء محجان، كريم ليازيد              | الجزائر     |
| عاشور العاشر ج3     | جعفر قاسم           | حكيم زلوم، سيد أحمد أقومي             | الجزائر     |
| أحوال الناس ج2      | أمين سيدي بومدين    | كنزة مرسلي، ياسمين عماري              | الجزائر     |
| غسق                 | أسامة رزق           | أنور التير، مهذب الرميلي              | ليبيا       |

## مسلسلات عراقية
| اسم السلسل          | المخرج                                      | الابطال                                                                   |
| ------------------- | ------------------------------------------- | ------------------------------------------------------------------------- |
| قط أحمر             | مصطفى حكمت                                  | أحمد وحيد، محمد حسين عبد الرحيم                                           |
| بنج عام ج2          | علي فاضل، حيدر الشامي، مصطفى كريم، لؤي فاضل | أمير عبد الحسين، أوس فاضل، وسام ضياء، غسان إسماعيل، ميلاد سري، بيداء رشيد |
| سلطان وأميرة.. أكشن | علي حنون                                    | جيهان الطائي، احسان دعدوش                                                 |
| دجلة وفرات          | مهند أبو خمرة                               | زهراء بن ميم، علي عجينة                                                   |
| المنطقة الحمراء     | عادل أديب                                   | باسم قهار، كاظم القريشي                                                   |
| طيبة                | إياد نحاس                                   | هند نزار، صبا إبراهيم                                                     |
| كمامات وطن ج2       | سامر حكمت                                   | إياد راضي، سعد خليفة                                                      |
| أم بديلة            | دافيد أوريان                                | هند كامل، عادل عباس                                                       |
| حامض حلو ج2         | أسامة الشرقي                                | احسان دعدوش، علي جابر                                                     |
| العدلين             | حسن حسني                                    | غالب جواد، طه المشهداني                                                   |
| قسطرة               | سوران علي شريف                              | احسان دعدوش، نسمة                                                         |
| الأبواب الستة       | محمد دايركتر                                | ماجد أبو زهرة، مصطفى الكعبي                                               |
| الهروب              | أمجد زنكة                                   | إيناس طالب، مقداد عبد الرضا                                               |
| براونة              | علي البحراني                                | غالب جواد، إياد الطائي                                                    |
| مذكرات الرصاص       | عباس العلاق                                 | ماجد أبو الأمين، أحمد الدراجي                                             |

## مسلسلات يمنية
| اسم السلسل | المخرج                 | الابطال                  |
| ---------- | ---------------------- | ------------------------ |
| مخلف صعيب  | محمد سلامة، حسن باحريش | قاسم عمر، حسن الجماعي    |
| خلف الشمس  | وليد العلفي            | خالد حمدان، نور عبد الله |